# Alfred Lemmnitz

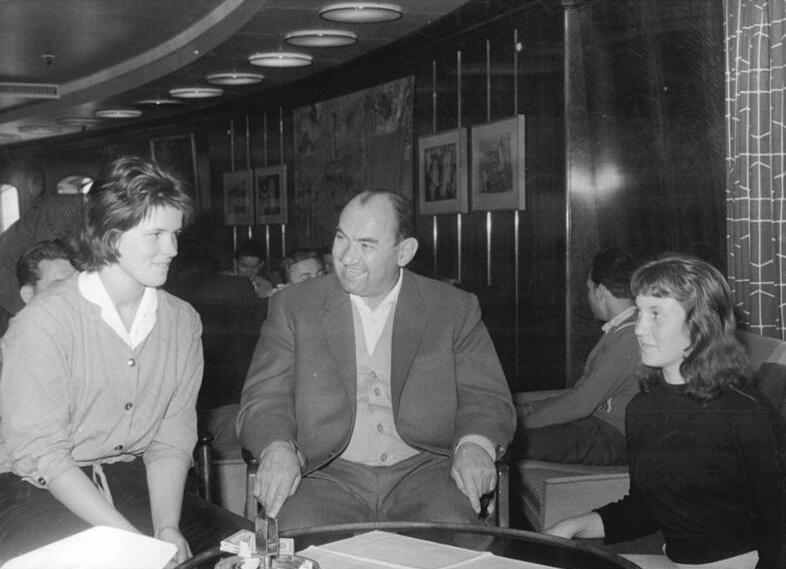
Alfred Lemmnitz im Gespräch mit Lehrlingen (1960)

Alfred Lemmnitz (* 27. Juni 1905 in Taucha; † 23. September 1994 in Berlin) war ein deutscher Wirtschaftswissenschaftler und Politiker (SED). Er war Minister für Volksbildung der DDR.

## Leben

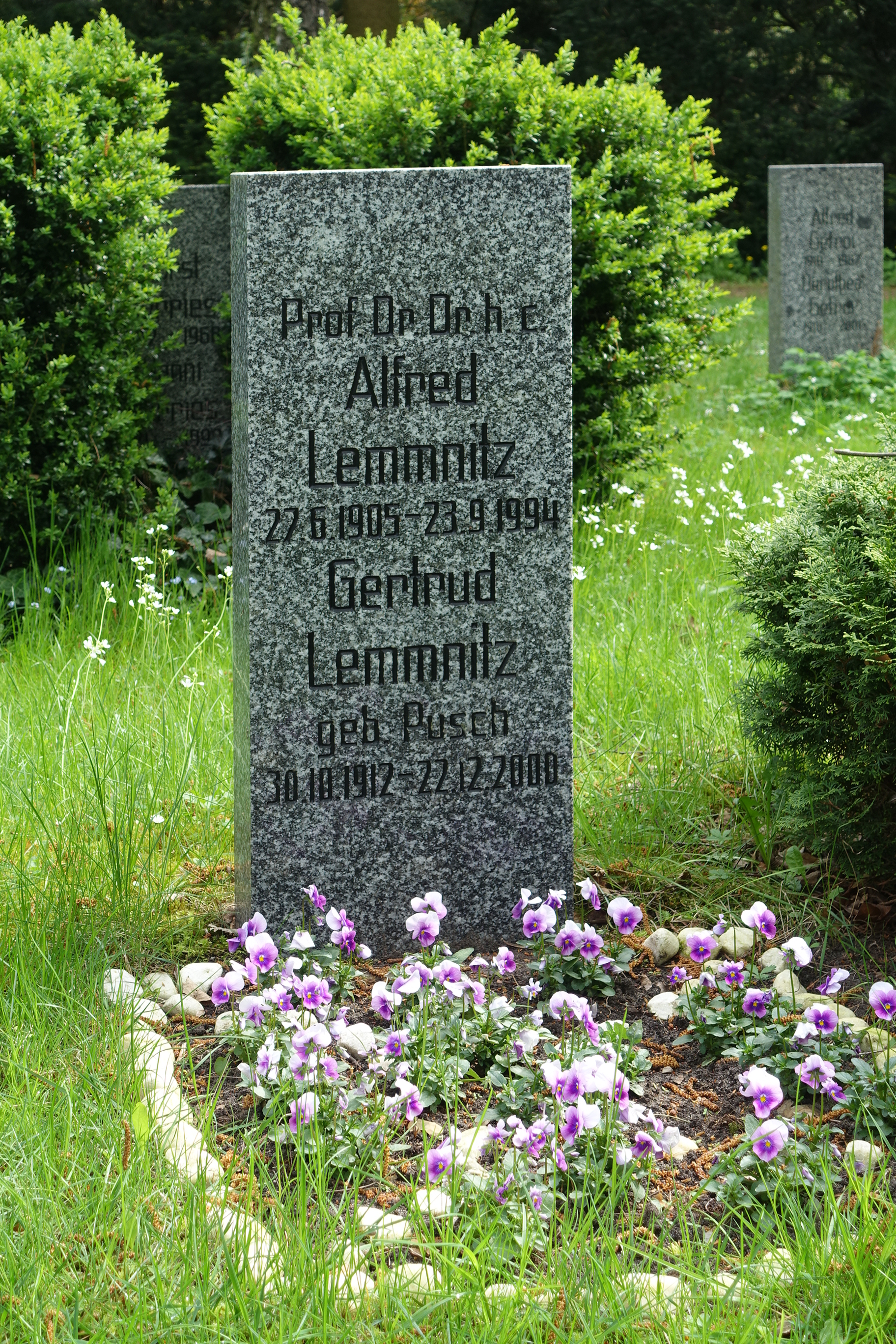
Grab auf dem Friedhof Pankow III

Lemmnitz, Sohn eines Kellners und einer Landarbeiterin, absolvierte eine Ausbildung zum Schriftsetzer und ein Studium der Volkswirtschaft an der Universität Leipzig. Von 1927 bis 1931 war er Mitglied der SPD und Jugendleiter der Sozialistischen Arbeiterjugend in Moers. 1931 trat er zur KPD über und wurde Leiter des Unterbezirkes des KJVD in Duisburg-Hamborn. Er arbeitete 1933 illegal für die KPD und war mehrfach in „Schutzhaft“. Von Oktober 1933 bis 1936 saß er in den KZ Börgermoor und Esterwegen und bis 1937 in Untersuchungshaft in Duisburg. Er wurde vom Volksgerichtshof zu einem Jahr und neun Monaten Gefängnis verurteilt, aus der Haft entlassen und aus dem Ruhrgebiet ausgewiesen. Im April emigrierte er in die Niederlande, wo er Mitglied der KPD-Leitung in Amsterdam war. Nach dem Einmarsch der Wehrmacht in die Niederlande wurde er erneut verhaftet und 1941 durch den Volksgerichtshof zu zehn Jahren Zuchthaus verurteilt. Bis April 1945 war er Häftling im Zuchthaus Brandenburg-Görden.
Nach seiner Befreiung ging er nach Berlin und wurde im Juni 1945 Bezirksrat für Volksbildung in der Bezirksverwaltung Berlin-Spandau. Er trat 1946 der SED bei, nahm sein Studium wieder auf und promovierte 1948 an der Universität Leipzig mit der Arbeit „Die produktive Arbeit in der Sphäre des Handels- und Geldkapitals“. Von 1948 bis 1953 war er Lehrstuhlleiter für Politische Ökonomie an der Parteihochschule der SED, dann bis 1955 Professor für Politische Ökonomie und Dekan der Wirtschaftswissenschaftlichen Fakultät der Universität Rostock. Bis 1956 war er Rektor der Hochschule für Finanzwirtschaft in Potsdam-Babelsberg, die dann in der Hochschule für Ökonomie Berlin aufging, deren Rektor Lemmnitz bis 1958 wurde.
Von September bis Dezember 1958 wurde er stellvertretender Staatssekretär im Staatssekretariat für Hoch- und Fachschulwesen der DDR. Von Dezember 1958 bis November 1963 war er als Nachfolger von Fritz Lange Minister für Volksbildung. Gleichzeitig war er Mitglied der Ideologischen Kommission beim Politbüro des Zentralkomitees der SED.
Als Margot Honecker 1963 Ministerin für Volksbildung wurde, wechselte Lemmnitz zum Institut für Wirtschaftswissenschaften der Akademie der Wissenschaften in Berlin und war dort von 1963 bis 1965 als wissenschaftlicher Mitarbeiter tätig. Von 1965 bis 1971 war er stellvertretender Direktor des Deutschen Wirtschaftsinstituts und anschließend Mitarbeiter des Instituts für Internationale Politik und Wirtschaft. Lemmnitz war Mitglied der SED-Bezirksleitung Berlin und der Zentralleitung des Komitees der Antifaschistischen Widerstandskämpfer der DDR.
Seine letzte Ruhe fand er auf dem Friedhof Pankow III in Berlin.

## Auszeichnungen
- 1958 Medaille für Kämpfer gegen den Faschismus 1933 bis 1945
- 1958 Nationalpreis der DDR III. Klasse
- 1959 und 1970 Vaterländischer Verdienstorden
- 1975 Ehrenspange zum Vaterländischen Verdienstorden in Gold
- 1980 Karl-Marx-Orden
- 1985 Orden Stern der Völkerfreundschaft in Gold

## Darstellung Lemmnitz’in der bildenden Kunst der DDR
- Eberhard Bachmann: Porträt Prof. Dr. Dr. h.c. Alfred Lemmnitz (Porträtplastik, 1981, Bronze)[3]

## Schriften
- Kapitalistische oder sozialistische Agrarökonomie. Ein wissenschaftlicher Meinungsstreit über die Lehren Johann Heinrich von Thünens. Deutscher Verlag der Wissenschaften, Berlin 1956.
- mit Heinz Schäfer: Politische Ökonomie des Kapitalismus – Einführung, Verlag Marxistische Blätter, Frankfurt/Main 1972.
- Beginn und Bilanz. Erinnerungen. Dietz Verlag, Berlin 1985.